# Заговор Высокомерных
Заговор Высокомерных (фр. Cabale des Importants) — произошедший в 1643 году заговор враждебных Джулио Мазарини французских аристократов, сложившийся после смерти его предшественника на посту первого министра — кардинала Ришельё. Закончился арестом и ссылкой всех основных участников.

## Предыстория

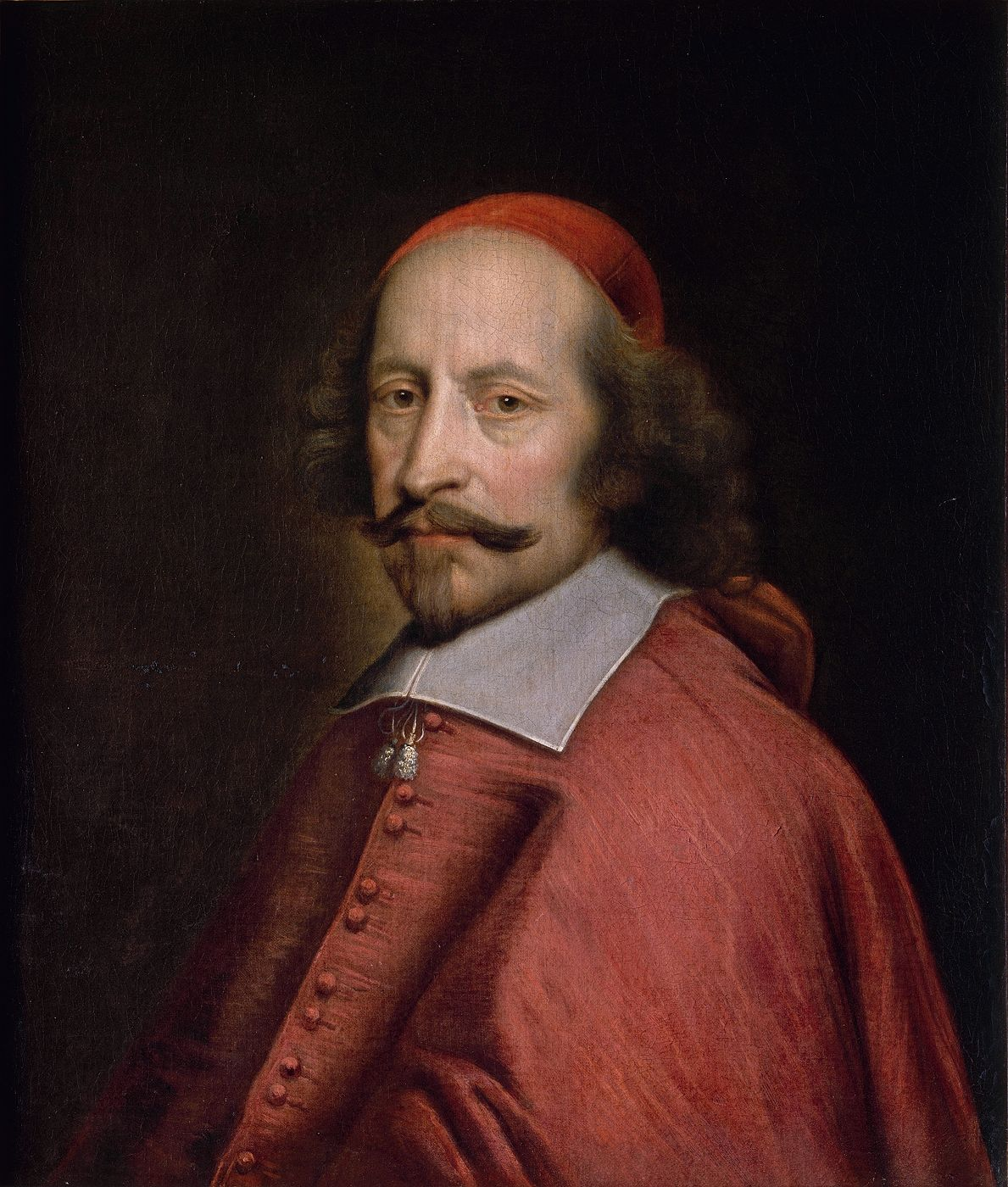
Кардинал Джулио Раймондо Мазарини

4 декабря 1642 года скончался Арман Жан дю Плесси, кардинал и герцог де Ришельё — фактический правитель Франции при короле Людовике XIII. Вскоре после этого ко двору начали возвращаться опальные аристократы, сосланные ранее в провинцию (покойный кардинал не отличался излишней щепетильностью к знати). Среди них были герцог Вандомский, внебрачный сын Генриха IV, и его сыновья — герцог де Меркер и герцог Франсуа де Бофор.
Между тем Людовик XIII, не отличавшийся крепким здоровьем, готовился последовать вслед за Ришельё. Его преемник — 4-летний дофин Луи, будущий Людовик XIV — в силу возраста не мог править самостоятельно. Зная о приближении смерти, король составил декларацию, определявшую порядок управления государством. Согласно её положениям, регентшей назначалась королева, однако она не могла принять ни одного решения без санкции Регентского («Непременного») совета, состоявшего из герцога Орлеанского (дяди дофина), принца Конде, кардинала Мазарини и графа де Шавиньи. Декларация была публично подписана королём и зарегистрирована в Парижском парламенте.
14 мая 1643 года король Франции умер. 18 мая канцлер Сегье, выступая на заседании парламента, потребовал изменить завещание Людовика XIII и предоставить неограниченную власть королеве, что и было сделано. В тот же день Анна Австрийская назначила кардинала Мазарини своим первым министром.

## Заговор
Такое возвышение Мазарини пришлось по вкусу не всем. Если кардинал и смог привлечь на свою сторону Гастона Орлеанского и устранить как политического противника Шавиньи, то повлиять на позицию герцога Бофора он никак не мог. Бофор считал, что после смерти Ришельё должны подвергнуться опале все его выдвиженцы (к числу которых принадлежал и Мазарини), и не без оснований полагал, что тогда власть во Франции перейдёт в его руки. Дружеские чувства Анны Австрийской к герцогу были широко известны ещё со времён «великого кардинала»; незадолго до смерти Людовика XIII королева поручила Бофору воспитание своих детей.
Вокруг герцога сложилась группа аристократов, которых прозвали Высокомерными — они кичились своей давней преданностью королеве и свысока относились к «плебею» Мазарини. Помимо Бофора в эту группу входили его отец и брат, герцогиня де Шеврёз, Мария де Монбазон, епископ Бове Огюстен Потье, герцог де Гиз, маркиз Эдм де Ла-Шатр (генерал-полковник швейцарской гвардии), президент палаты расследований Парижского парламента Жан-Жак Барильон и многие другие. Посещал собрания Высокомерных, сохраняя лояльность к Мазарини, герцог Ларошфуко.

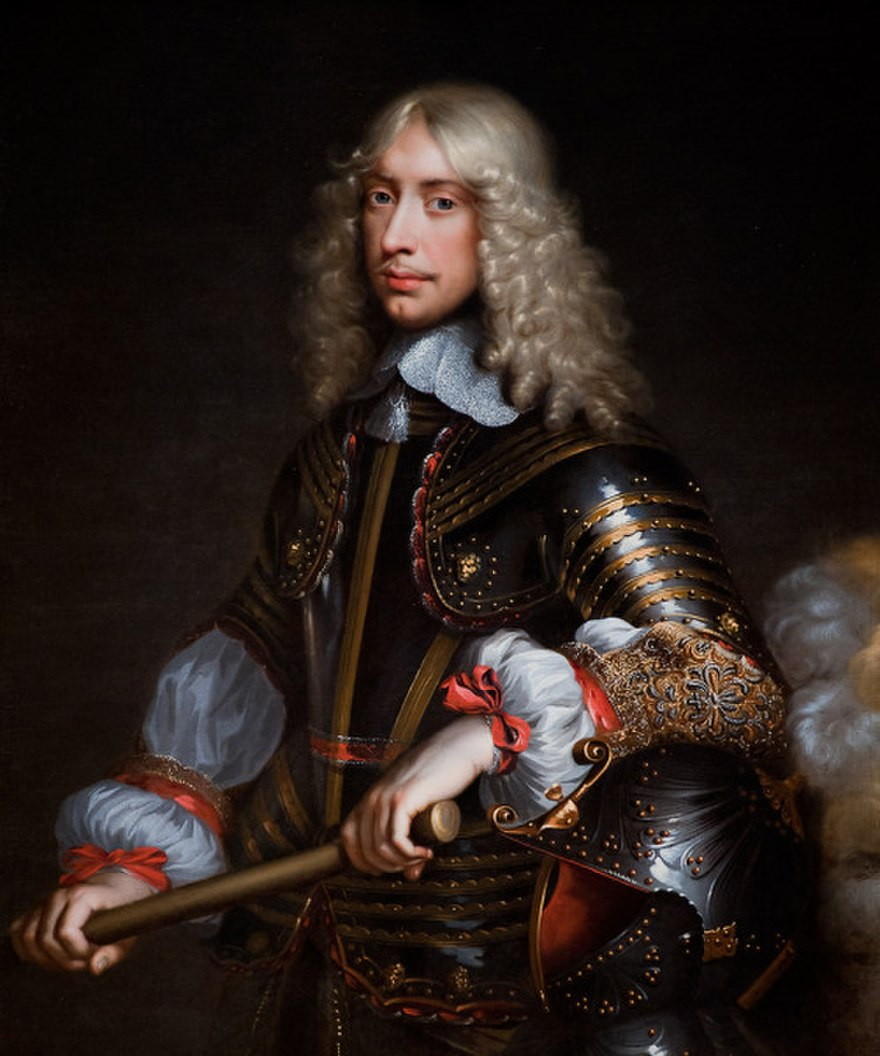
Франсуа де Вандом, герцог де Бофор, пэр Франции — внук Генриха IV и один из «отцов» заговора Высокомерных

Придя к власти, Высокомерные надеялись вернуть себе различные феодальные привилегии, отобранные Ришельё. Кроме того, они совершенно по-иному, чем Ришельё и Мазарини, смотрели на внешнюю политику Франции: так, Бофор и его друзья собирались заключить сепаратный мир с Испанией, с которой французы воевали уже восемь лет.
Высокомерные рассчитывали легко свалить Мазарини, не зная о его любовной связи с королевой (здесь их подвело долгое отсутствие при дворе). По совету герцогини де Шеврёз они обратились к Анне Австрийской и кардиналу с просьбой вернуть из ссылки маркиза де Шатонёфа и назначить его канцлером. Это послужило бы, во-первых, новым доказательством влияния Высокомерных, а во-вторых, отодвинуть Мазарини на вторые роли с помощью маркиза — опытного государственного деятеля — представлялось им совсем простым делом. Однако и королева, и Мазарини, не давая явного отказа, затягивали решение вопроса с Шатонёфом.
В конце концов лидеры Высокомерных поняли, что позиции кардинала Мазарини при дворе настолько прочны, что их нельзя подорвать путём обыкновенных интриг. В их кругу созрел план убийства Мазарини. Было задумано несколько попыток покушения, одну из них заговорщики попытались осуществить, но неудачно.
Министр не стал ждать дальнейшего развития событий и сам нанёс удар по заговору. 2 сентября 1643 года герцог де Бофор был арестован и отправлен в Венсенский замок. Репрессиям подверглись и остальные участники заговора — граф Клод де Бурдель де Монтрезор был заключён в Бастилию, Барильон — в замок Пиньероль, герцогиня де Шеврёз отправилась в очередную ссылку в Тур. Эдм де Ла-Шатр покинул должность командира швейцарцев. После разоблачения заговора у Мазарини не осталось противников при дворе.

## Последствия
Казалось, что теперь, после разгрома придворной оппозиции, ничто не помешает Мазарини править Францией. Но в скором времени репрессии против представителей родовитейшего дворянства сослужили ему дурную службу: с началом Фронды среди её вождей оказались все руководители кружка Высокомерных — и герцог Бофор, бежавший из Венсена, и его брат, и вернувшаяся из Испании герцогиня де Шеврёз. Спустя непродолжительное время к ним примкнули герцог Орлеанский, принцы Конде и Конти. Дворянство в целом было недовольно политикой Мазарини; видя, что принцы крови открыто блокируются с парламентом и буржуазией, дворяне массово становились фрондерами. В итоге восстания по всей Франции продолжались более пяти лет и привели к временному изгнанию Мазарини в Кёльн.

## Участники заговора Высокомерных
- Франсуа де Бофор
- Сезар де Бурбон, герцог Вандомский
- Луи де Бурбон-Вандом, герцог де Меркер
- Мария де Роган, герцогиня де Шеврёз
- Мария д'Авогур, герцогиня де Монбазон
- Генрих де Гиз, бывший архиепископ Реймский
- Клод де Бурдей, граф де Монтрезор
- Шарль де л’Обепин, маркиз де Шатонеф
- Огюстен Потье, епископ Бове
- Эдмон де Нансе, граф де Ла Шатр
- Анри де Сент-Ибар
- Анри де Шампьон
- Ипполит де Шабри, граф де Бетюн
- Жан-Жак Барийон